# Кыргызско-татарская война
Кыргызско-татарская война (842 год) — завоевательная война енисейских кыргызов под руководством Алп Сол Тепека, нацеленная на уничтожение отступавших групп уйгуров и покорение монголоязычных племён татар, закончившийся переходом татарских земель в состав Кыргызского каганата.

## Предыстория
Главными путями отступления остатков разбитых уйгуров после поражения на территории Северной Монголии стали Восточный Туркестан и Ганьсу, одна из таких групп уйгуров во главе с Уге-ханом вступила в союз с татарами. В 842 г. китайские чиновники вели переговоры с кыргызскими генералами в пограничной крепости Тяньдэ. Китайски чиновник Ли Дэюй упоминал татар как врагов кыргызов и последних союзников уйгурского кагана.

## Ход боевых действий
В 842 г. кыргызы разбили татар в прямом столкновении в Восточном Туркестане либо в Ганьсу. Позже, ведя переговоры с Китаем кыргызский генерал Табу-хэцзу (Алп Сол Тепек) сообщал, что кыргызы заняли «старые уйгурские земли» в верховьях р. Эдзин-Гол и покорили себе Аньси (Куча), Бэйтин (Бишбалык) и дада (татар). После столкновений татары были вынуждены признать кыргызский сюзеренитет в виде уплаты дани. После разгрома татар, кыргызы брали татарских женщин в качестве трофеев. По обычаю кочевников, татарские рабыни стали достоянием кыргызских мужчин. В 843 г. Табу-хэцзу (в китайских источниках именуется также как Чжу'у-хэсу) возглавил первое посольство Кыргызского каганата к императорскому двору Империи Тан. Покорение татар кыргызами упоминается и на одном из енисейских письменных памятников с р. Уйбат:
Перевод С. Г. Кляшторного:
- (1) Татарский враждебный (?) эль
- (2) Ради (своего) блага выплачивает (дань, откуп)
- (3) Мы оба (этому)
- (4) радуемся

Перевод В. Я. Бутанаева и Ю. С. Худякова:
- (1) Татарский плачущий народ
- (2) Своих сестер отдает
- (3) А наши младшие братья (получая в награду женщин)
- (4) радуются (этому)